# Тисевич, Игорь Васильевич
Игорь Васильевич Тисевич (род. 16 апреля 1991) — российский волейболист, связующий команды «Зенит» (Санкт-Петербург).

## Спортивная карьера
Начинал карьеру в Суперлиге за «Ярославич» (2007-2016). В 2016 году перешёл в «Динамо-ЛО», где на данный момент является капитаном команды.
Победитель молодёжного чемпионата мира 2011.
13 февраля 2021 года новосибирский «Локомотив» объявил о подписании контракта с Игорем Тисевичем до конца сезона 2020-2021.